# Gran Enciclopedia de Mallorca
La Gran Enciclopedia de Mallorca es una obra editada por Promomallorca S.A., patrocinada por el Consejo Insular de Mallorca y dirigida por Miquel Dolç y Pere Antoni Serra que constituye la primera obra de este tipo escrita en Mallorca.
Se empezó a editar en 1988. Se publicó el último volumen con la segunda parte del apéndice y del índice en 1991. Inicialmente la obra constaba de 19 volúmenes y 28.082 voces.
Se publicó un segundo apéndice con 3.000 entradas más y en 2004 apareció un tercer apéndice (volumen 24). Actualmente, con los tres apéndices consta de 34.000 voces.